# 조선묵
조선묵(1960년 6월 18일 ~ ) 은 대한민국의 배우이다. 
1983년 영화 '지금 이대로가 좋아'로 데뷔 하였다.

## 출연 작품

### 영화
- 룩앳미 터치미 키스미 (2023) - 조연 - 태묵 역
- 션샤인 패밀리 (2020) - 조연 - 지구대장 역
- 황무지 5월의 고해 (2020) - 주연
- 종이꽃 (2020) - 단역 - 양사장 역
- 어멍 (2019) - 단역 - 역감독 역
- 늦여름 (2018) - 조연 - 호은 역, 기획
- 딥 (2018) - 기획
- 타클라미칸 (2018) - 단역 - 야구 아빠 역
- 실종 2 (2017) - 단역 - 홍이사 역
- 루시드 드림 (2017) - 단역 - 사진사 역
- 딜쿠샤 (2016) - 단역 - 후배남 역
- 스플릿 (2016) - 시나리오에디터, 단역 - 희진 아버지 역
- 시간이탈자 (2016) - 단역 - 서경고 교감 역
- 파일 : 4022일의 사육 (2015) - 기획, 단역 - 연구소 원장 역
- 허삼관 (2015) - 조연 - 대륙식당 사장 역
- 우리는 형제 입니다 (2014) - 조연 - 국장 역
- 군도:민란의 시대 (2014) - 단역 - 이방 역
- 변호인 (2013) - 단역 - 차인감 역
- 톱스타 (2013) - 특별출연 - 김경민 매니저 역
- 생생활활 (2013) - 조연 - 경제학 교수 역
- 붉은 바캉스 검은 웨딩 (2011) - 주연 - 태묵 역
- 두 여자 (2010) - 우정출연 - 시상식 사회자 역
- 집행자 (2009) - 제작, 단역 - 검은 양복 역
- 실종 (2009) - 제작
- 마지막선물...권휴 (2008) - 공동제작, 단역 - 사장 역
- 첫눈 (2007) - 조연 - 민의 아버지 역
- 중천 (2006) - 단역 - 귀족 자재 2 역
- 조폭 마누라 2 (2003) - 단역 - 파출소 취객 역
- 청풍명월 (2003) - 단역 - 이 대감 역
- 보리울의 여름 (2003) - 기획, 제작총지휘
- 하얀 방 (2002) - 조연 - 보도부장 역
- 몽중인 (2002) - 우정출연 - 매니저 역
- 이것이 법이다 (2001) - 단역
- 엽기적인 그녀 (2001) - 단역 - 수위 목소리 역
- 리베라 메 (2000) - 단역 - 태성 역
- 주노명 베이커리 (2000) - 단역 - 문방구 역
- 간첩 리철진 (1999) - 단역 - 수사팀장 2 역
- 파파라치 (1999) - 주연 - 경비 역
- 산전수전 (1999) - 단역 - 암벽 강사
- 연풍연가 (1999) - 우정출연 - 택시기사 역
- 약속 (1999) - 조연 - 오기랑 역
- 찜 (1998) - 단역 - 방송국 선배 역
- 깊은 슬픔 (1997) - 단역
- 베이비 세일 (1997) - 단역 - 김동민 역
- 3인조 (1997) - 매니저 부분 역
- 똑바로 살아라 (1997) - 조연
- 귀천도 (1996) - 조연 - 하쿠슈 역
- 돈을 갖고 튀어라 (1995) - 단역 황부장 역
- 누가 나를 미치게 하는가! (1995) - 조연
- 개같은 날의 오후 (1995) - 단역 - 은주 아빠 역
- 총잡이 (1995) - 단역 - 옥상 웨이터 역
- 무궁화 꽃이 피었습니다 (1995) - 단역 - 편집국장 역
- 남자는 괴로워 (1995) - 조연 - 조선묵 역
- 손톱 (1995) - 조연
- 사랑하기 좋은 날 (1995) - 조연
- 마누라 죽이기 (1994) - 단역 - 영철 역
- 젊은 남자 (1994) - 단역 - 광고회사 CF 감독 역
- 게임의 법칙 (1994) - 단역 - 조 박사 역
- 우리 시대의 사랑 (1994) - 단역
- 49일의 남자 (1994) - 단역 - 테니스 강사 역
- 사랑하고 싶은 여자 & 결혼하고 싶은 여자 (1993) - 조연
- 그 여자, 그 남자 (1993) - 단역
- 내 마음에는 악어가 산다 (1993) - 주연
- 사랑의 종합 병원 (1993) - 조연 - 홍준석 역
- 데카당스 37도 2분 (1992) - 주연
- 스무살까지만 살고 싶어요 (1992) - 조연
- 피와 불 (1991) - 단역 - 정보원 1 역
- 핸드백 속의 이야기 (1991) - 조연 - 필호 역
- 복카치오 91 (1991) - 조연
- 사의 찬미 (1991) - 조연 - 조명희 역
- 혼자 도는 바람개비 (1991) - 단역
- 화려한 순결 (1990) - 주연
- 벌거벗은 분노 (1989) - 주연
- 개그맨 (1989) - 단역
- 황무지 (1988) - 주연 - 김의기 역
- 나그네는 길에서도 쉬지 않는다 (1987) - 조연
- 칸트씨의 발표회 (1987) - 주연 - 칸트씨 역
- 안녕하세요 하나님 (1987) - 단역 - 영화배우 역
- 기쁜 우리 젊은 날 (1987) - 조연
- 몸 전체로 사랑을 2 (1986) - 조연
- 대학별곡 (1985) - 주연
- 지금 이대로가 좋아 (1984) - 데뷔작
- 엄마의 일기 (1968) - 조연*

### 드라마
- tvN 《60일 지정 생존자》 (2019) -
- MBC 《아이템》 (2019) -
- tvN 《무법 변호사》 (2018) - 손성식 역
- tvN 《화유기》 (2017 ~ 2018) -
- JTBC 《그냥 사랑하는 사이》 (2016 ~ 2017) - 주원 부(서지호 건축사) 역
- SBS 《피고인》 (2017) -
- MBC 《아버님 제가 모실게요》 (2016 ~ 2017) - 조무겸 역
- SBS 《너를 사랑한 시간》 (2015년) - 윤민지의 아버지 역
- tvN 《마녀의 연애》 (2014) -

## 경력
- 2011.08 금산세계인삼엑스포 홍보대사
- 충남영상위원회 위원장
- 팀웍스 대표
- 활동사진 대표